# Kitaibaraki
Kitaibaraki (北茨城市 -shi) é uma cidade japonesa localizada na província de Ibaraki.
Em 2003 a cidade tinha uma população estimada em 50 778 habitantes e uma densidade populacional de 272,28 h/km². Tem uma área total de 186,49 km².
Recebeu o estatuto de cidade a 31 de Março de 1956.